# Maják Stilo
Maják Stilo (polsky: Latarnia Morska Stilo, anglicky: Stilo Lighthouse) stojí v Polsku na pobřeží Baltského moře v obci Osetnik (dříve Stilo) nedaleko Sasina ve gmině Choczewo okrese Wejherowo v Pomořanském vojvodství.
Nachází se mezi majáky Czołpino a Rozewie na písečné duně asi jeden kilometr od moře. Maják je kulturní památkou zapsanou v seznamu kulturních památek Pomořanského vojvodství pod číslem A-1816 z 22. ledna 2008.

## Historie
Věž byla postavená v roce 1904–1906 podle projektu německého architekta Waltera Körteho (1855–1914). Na místě původní dřevěné věže byla firmou Julius Pintsch z Berlína postavená nová litinová věž s otočnou lucernu a s obloukovou lampou o napětí 110 V. V roce 1926 byl maják modernizován a oblouková lampa byla nahrazena žárovkou o výkonu 2000 W s rezervním plynovým osvětlením. V roce 1937 bylo v blízkosti majáku namontované zvukové zařízení (nautofon), které pří mlze nebo silných deštích co 30 sekund vysílalo zvukové signály ve třech tóninách.
Maják je ve správě Námořního úřadu v Gdyni. Maják je přístupný veřejnosti.

## Popis
Deseti patrový polygonální komolý kužel z litiny na kamenné šestnáctiboké základně o poloměru 7,3 m. Věž je ukončena dvěma ochozy a lucernou, která není přístupná. Litinové segmenty jsou spojeny šrouby těsněné olovem. V roce 2006 byla provedena generální oprava majáku a proveden nátěr majáku: spodní část je černá, střední bílá a horní červená.

## Data
- Výška světla 75 m n. m.
- výška věže 33,40 m
- bílé záblesky v intervalu 12 sekund

označení:
- Admiralty  C2954
- NGA 6632
- ARLHS POL-017

## Zajímavosti
- maják je jeden ze dvou celokovových, které byly postaveny v Polsku
- v roce 2006 byl vyobrazen na poštovní známce (katalogové číslo 4092) vydané polskou poštou[6]
- maják je ve znaku gminy Choczewo

## Galerie

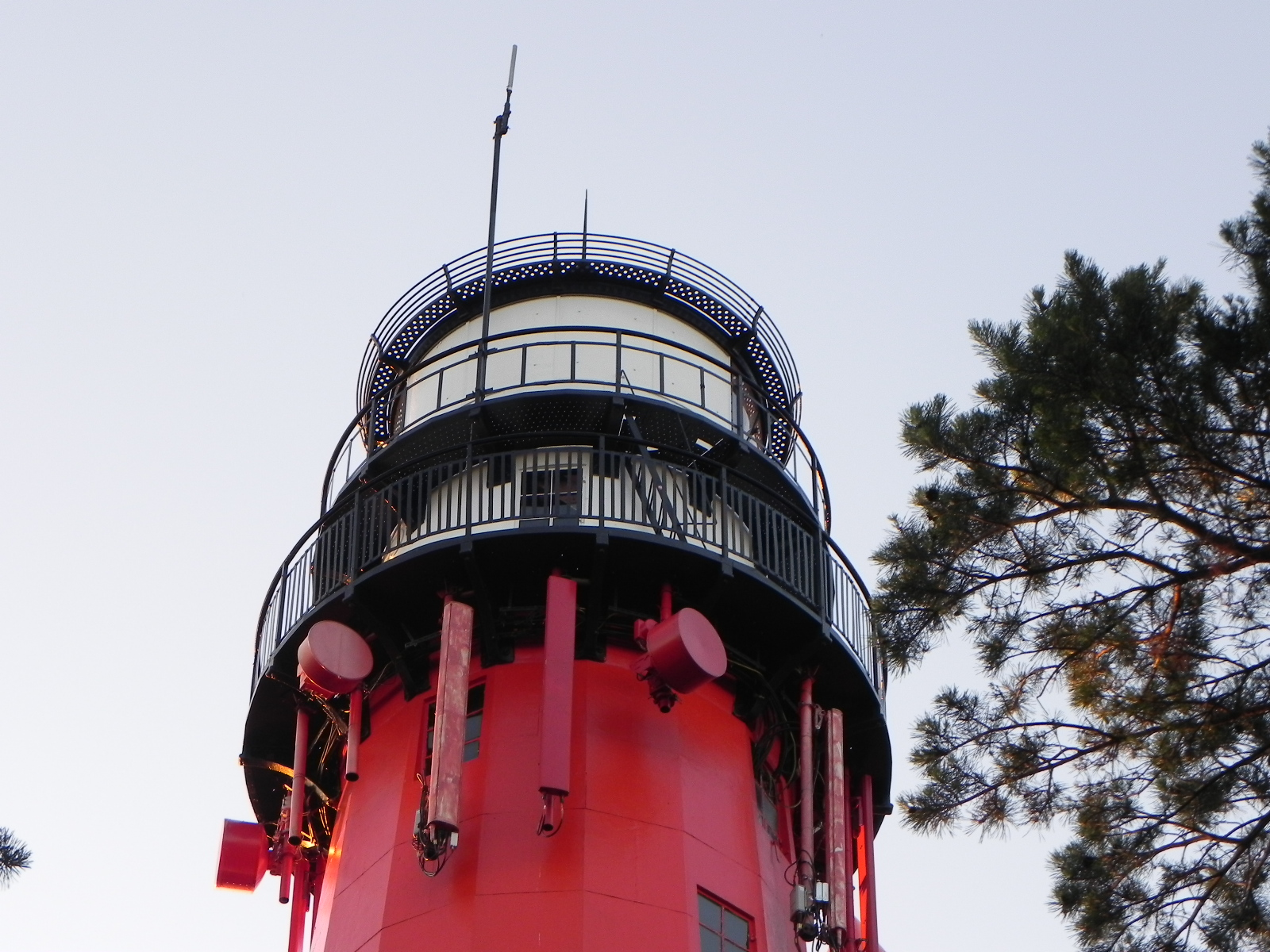
Ochozy a lucerna
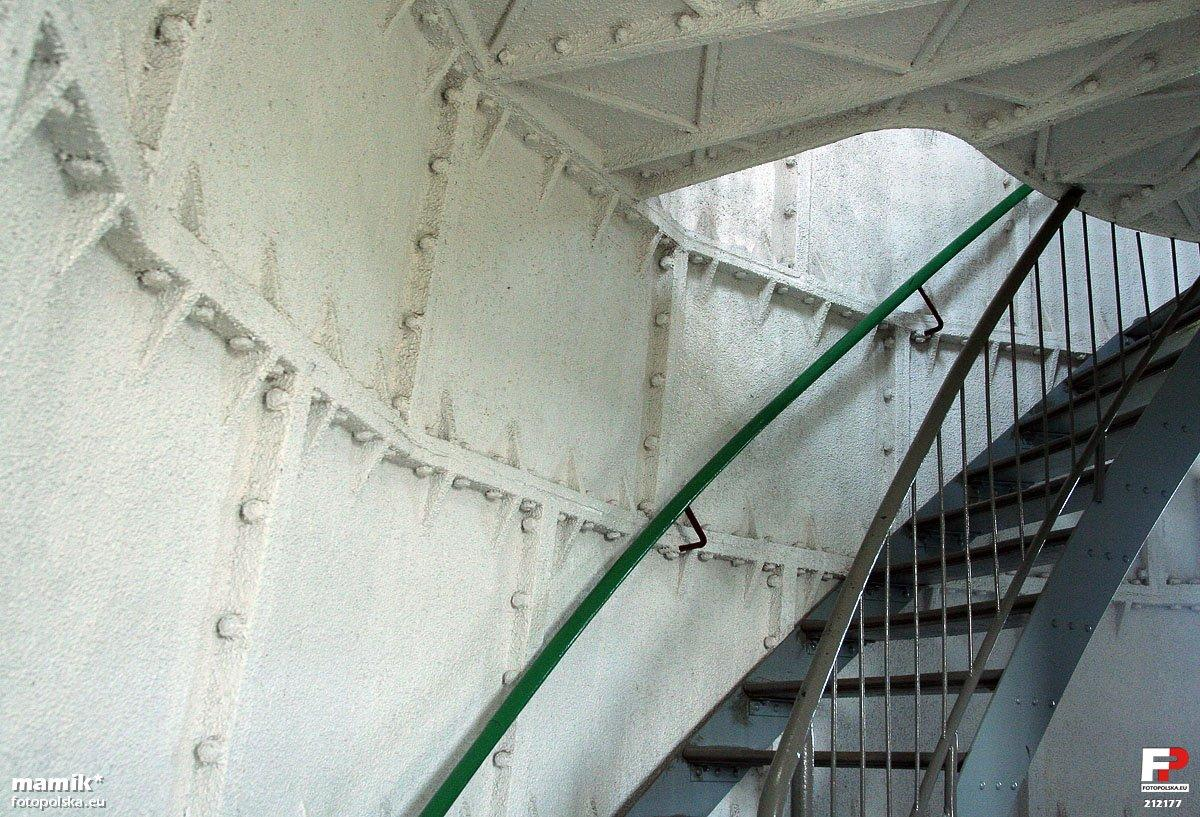
Schodiště
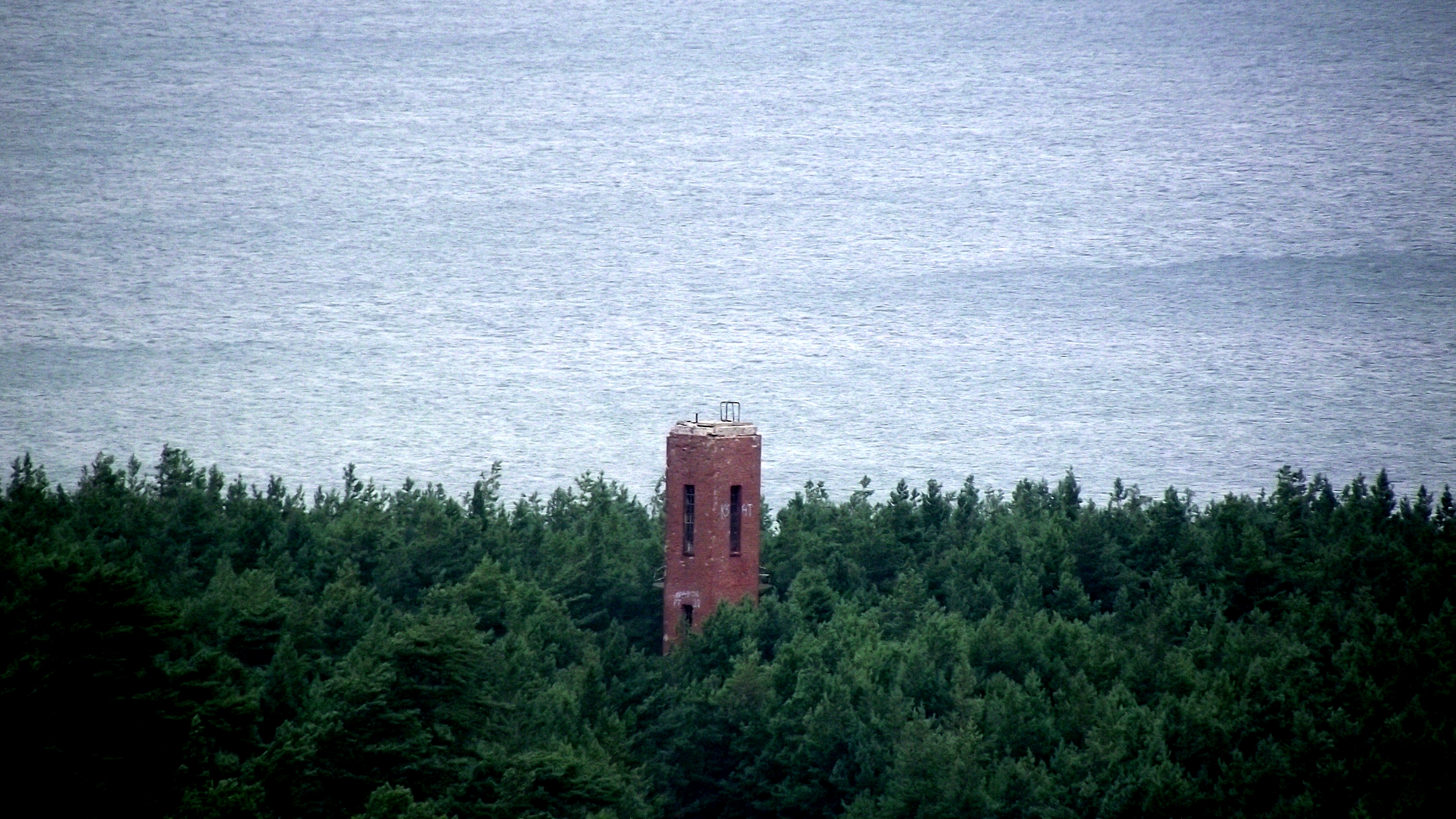
Nautofon Stilo
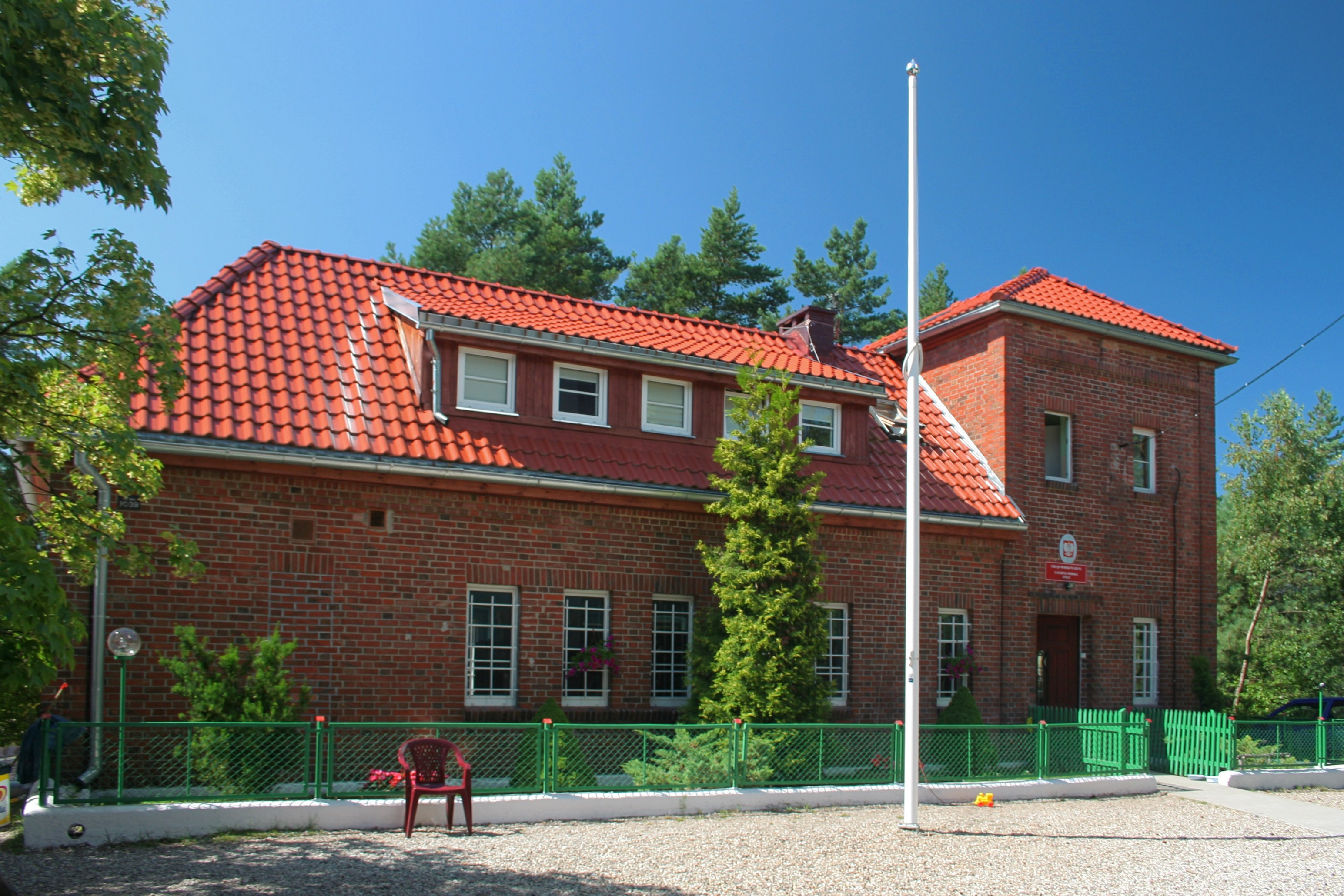
Dům pro obsluhu majáku
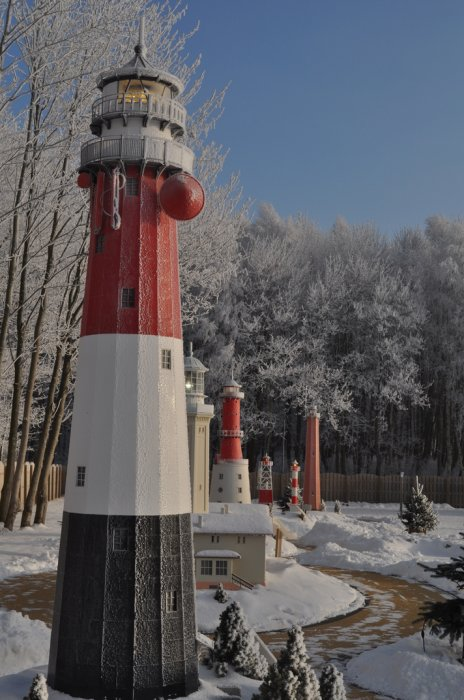
Niechorze - Park miniatur polských majáků